# داني تومسون
داني تومسون (بالإنجليزية: Danny Thomson)‏ (24 فبراير 1991 بإدنبرة في المملكة المتحدة - ) هو لاعب كرة قدم بريطاني في مركز الوسط. شارك مع منتخب اسكتلندا تحت 17 سنة لكرة القدم. أما مع النوادي، فقد لعب مع ريث روفرز وهارت أوف ميدلوثيان ونادي كلايد.

## وصلات خارجية
- داني تومسون على موقع قاعدة بيانات كرة القدم.إي يو (الإنجليزية)
- داني تومسون على موقع Soccerway.com (الإنجليزية)